# 珠點銜鰕虎魚
珠點銜鰕虎魚（学名：Istigobius spence），为輻鰭魚綱鱸形目鰕虎亞目鰕虎科銜鰕虎魚屬下的一个种，為熱帶海水魚，分布於印度太平洋區，從莫三比克、肯亞至澳洲、巴布亞紐幾內亞、密克羅尼西亞半鹹水、海域，棲息深度1-12公尺，體長可達7.9公分，棲息在沿海水質混濁的水域、河口區，生活習性不明。